# Société Anonyme Belge de Constructions Aéronautiques
La Société Anonyme Belge de Constructions Aéronautiques, o SABCA, è un'azienda aerospaziale belga, ora una controllata Gruppo Dassault, attiva nel campo dell'aviazione civile e militare, aerospaziale e del settore difesa.
Attualmente l'azienda è dislocata in tre sedi:
- Bruxelles - sede centrale.
- Charleroi - attività di manutenzione, tecnica e supporto logistico su aerei ed elicotteri militari.
- Lummen - sussidiaria specializzata nella produzione di componenti di alta tecnologia in materiale composito per Airbus ed il Programma Ariane.

## Storia
La S.A.B.C.A. venne fondata il 16 dicembre 1920 su iniziativa dell'imprenditore belga Georges Nélis. Durante la prima guerra mondiale questi lavorò come caporeparto del settore manutenzione della Aviation militaire belga e manifestò fortemente la necessità di istituire un'industria nazionale di aeromobili e una compagnia aerea nazionale (che si concretizzerà nella Syndicat National pour l'Étude des Transports Aériens (SNETA), diventata poi Sabena).
Il governo belga si impegnò nel finanziamento del progetto con una fornitura economica annuale pari a 6 milioni di franchi concedendo alla SABCA il diritto esclusivo di fornire con i velivoli di propria produzione l'aeronautica militare e la SNETA.
L'attività iniziò con la manutenzione e riparazione dei velivoli confiscati all'Impero tedesco che, in seguito alle restrizioni imposte dal Trattato di Versailles, vennero requisiti ed assegnati alle nazioni vincitrici come parte del risarcimento dei danni subiti al termine della prima guerra mondiale. Questa venne seguita dalla produzione su licenza, tra gli altri, dei Morane-Saulnier MS.35, Fokker F.VII, de Havilland DH.9, Ansaldo A.300/40, Nieuport 29C.1 ed Avro 504K. L'azienda cercò inoltre di avviare la produzione di velivoli di propria progettazione, oltre che intraprendere la produzione navale coloniale destinata al Congo belga, ma l'attività principale rimase comunque la produzione aeronautica su licenza.
Nel 1931 la britannica Fairey Aviation Company Limited creò una propria sussidiaria belga, la Avions Fairey, realizzando un nuovo stabilimento per la produzione di velivoli a Gosselies, nel comune di Charleroi, e causando una scomoda concorrenza con la SABCA. Per riuscire a rimanere in attività si concentrò nella produzione dei Fokker ed acquisì una licenza dall'italiana Savoia-Marchetti destinati alla compagnia Sabena.
Durante l'occupazione tedesca, gli stabilimenti vennero requisiti ed utilizzati per la produzione per conto della Erla Maschinenwerke GmbH subendo nelle successive fasi della seconda guerra mondiale pesanti bombardamenti fino alla liberazione.
Dopo la guerra l'attività si limitò alla manutenzione dei velivoli dell'aeronautica militare belga. Nel 1952 ottenne un contratto per la revisione dei motori a reazione Allison J35 usati dai caccia americano Republic F-84. Da quel momento SABCA riacquisì contratti per la produzione su licenza degli Hawker Hunter, Lockheed F-104 Starfighter ed F-16 Fighting Falcon (dal 1975 al 1985). Nel 1953 SABCA per poter sostenere le commesse aprì un nuovo stabilimento a Gosselies. Negli anni sessanta, la Dassault-Breguet Aviation Group acquistò una quota di maggioranza della SABCA mentre una minoranza venne acquisita dalla Fokker-VFW che, dopo il fallimento della Fokker, sono detenute dalla Stork B.V.. Nel 2003 venne ipotizzata una produzione SABCA di Mirage III da destinare al Cile.
La SABCA dal 1973 è impegnata nel Programma Ariane ed attualmente è concentrata sulla produzione di parti di diversi velivoli con un progetto per entrare a far parte del consorzio Airbus. Inoltre si è distinta nella produzione di strumenti di precisione e servo-motori.

## Produzione

### Di propria produzione
- SABCA Julien (SJ-1) o Junior, aliante.
- SABCA Castar (1923), aliante progettato dalla Poncelet.
- SABCA Camgul (±1925) aereo da addestramento monomotore biplano, ontworpen progettato da Jef Guldentops.
- SABCA S 2 Sport (1926) monomotore monoplano ad ala alta.
- SABCA S 11 (1931) bimotore da trasporto monoplano ad ala alta, un prototipo costruito.
- SABCA S 12, aereo da trasporto.
- SABCA S 20 (1935) monomotore monoplano ad ala alta.
- SABCA S 30 (1936)
- SABCA S 45bis, monoplano bimotore, ridenominazione del Caproni Ca.135bis prodotto su licenza.
- SABCA S 46, ridenominazione del Caproni Ca.310 "Libeccio" prodotto su licenza.
- SABCA S 47 (1938), bombardiere leggero/ricognitore, ridenominazione del Caproni Ca.335 "Maestrale" prodotto su licenza.
- SABCA S 48, monoplano bimotore, ridenominazione del Caproni Ca.312 prodotto su licenza.
- SABCA S 40E (1939), addestratore monomotore biposto.

### Commissionati da altre aziende
- Demonty-Poncelet Cyrano, (1924), monomotore biposto ad abitacolo a due posti affiancati, conosciuto anche come Demonty-Poncelet limousine, dal 1925 ridenominato SABCA DP.
- Poncelet Vivette, (1924), aliante.
- Renard Epervier (± 1927) aereo da caccia monomotore ad ala alta, costruito in un solo esemplare.
- LACAB T.7 (1934), addestratore monomotore biposto.

### Su licenza
- Kassel 12, aliante
- Handley Page W.8E/F (14 esemplari)
- Morane-Saulnier MS.35
- Morane-Saulnier MS.236 (± 20 esemplari)
- de Havilland DH.50A
- de Havilland DH.9
- Breguet Bre 19 (146 esemplari)
- Fokker F-VIIb-3m (29 esemplari)
- Savoia-Marchetti S.M.73 (17 esemplari)
- Ansaldo A.300/40 (45 esemplari)
- Nieuport 29C.1 (88 esemplari)
- Avro 504K (28 esemplari)
- Avro 626 Prefect (4 esemplari)
- Fairey Fox Mk.II
- Avia BH-21 (39 esemplari)
- Renard R-31 (34 esemplari)
- Hawker Hunter
- Lockheed F-104 Starfighter
- General Dynamics F-16 Fighting Falcon